# U̧
Cette page contient des caractères spéciaux ou non latins. S’ils s’affichent mal (▯, ?, etc.), consultez la page d’aide Unicode.
U̧ (minuscule : u̧), appelé U cédille, est une lettre latine additionnelle utilisée dans l’écriture du dii, du kako, du karang, du mundani, du pana et du vute au Cameroun, du jodï, du piaroa et du yaruro au Venezuela, ainsi que du mortlock et du puluwat dans les États fédérés de Micronésie.
Il s’agit de la lettre U diacritée d'une cédille.

## Utilisation
Le u cédille ‹ u̧ › peut être utilisé en mortlock et puluwat.

## Représentations informatiques
Le U cédille peut être représenté avec les caractères Unicode suivants :
- décomposé (latin de base, diacritiques) :

| formes    | représentations | chaînes de caractères | points de code | descriptions                                  |
| --------- | --------------- | --------------------- | -------------- | --------------------------------------------- |
| capitale  | U̧               | U◌̧                    | U+0055 U+0327  | lettre majuscule latine u diacritique cédille |
| minuscule | u̧               | u◌̧                    | U+0075 U+0327  | lettre minuscule latine u diacritique cédille |

## Sources
- (en) Ward Hunt Goodenough et Hiroshi Sugita, Trukese–English dictionary : Pwpwuken tettenin fóós: chuuk-ingenes, Philadelphie, American Philosophical Society, 1980, 399 p. (ISBN 0-87169-141-8, lire en ligne)
- (en) Rhonda Ann Thwing, Vute orthography statement ((phonétique modifiée avec l’API en 2004)), SIL Cameroon, 1981 (lire en ligne)